# Paralatisternum ochreofasciculosum
Paralatisternum ochreofasciculosum är en skalbaggsart som beskrevs av Stefan von Breuning 1963. Paralatisternum ochreofasciculosum ingår i släktet Paralatisternum och familjen långhorningar.
Artens utbredningsområde är Moçambique. Inga underarter finns listade i Catalogue of Life.